# NCAA女子アイスホッケー選手権
NCAA女子アイスホッケー選手権（NCAA Women's Ice Hockey Championship）は全米大学体育協会により年に1度、毎年3月に行われる大学アイスホッケーの全米選手権である。

## 概要
第1回は2001年に開催され、各カンファレンスはCCHA、ホッケー・イーストの上位4チーム、ECACホッケー、WCHAの上位3チームが、またアトランティック・ホッケーとCHAからは1チームの合計16チームが出場。
1回戦と準々決勝はNCAA女子バスケットボールトーナメント同様、4つに分かれ、準決勝進出チームがフローズン・フォー（準決勝・決勝）に進む。

## 歴代優勝回数
| 大学                         | 回数 | 優勝年                                   |
| ---------------------------- | ---- | ---------------------------------------- |
| ウィスコンシン大学           | 7    | 2006, 2007, 2009, 2011, 2019, 2021, 2023 |
| ミネソタ大学ツインシティー校 | 6    | 2004, 2005, 2012, 2013, 2015, 2016       |
| ミネソタ大学ダルース校       | 5    | 2001, 2002, 2003, 2008, 2010             |
| クラークソン大学             | 3    | 2014, 2017, 2018                         |
| オハイオ州立大学             | 2    | 2021, 2024                               |

出典